# 물라 사 푸소
《물라 사 푸소》(필리핀어: Mula sa Puso, 영어: From the Heart)는 1997년부터 1999년까지 방영된 필리핀의 멜로 드라마이다.